# Procento z příjmů
Při stanovování  daňového základu existují dvě možnosti:
- Prokázat skutečně vynaložené výdaje vedením účetnictví, nebo  daňové evidence
- výdaje stanovit paušální částkou - procentem z příjmů

## Pravidla
- Pokud se rozhodnete pro procento z příjmů, musíte vždy vést:
  - evidenci příjmů (kolik jste dostali peněz)
  - evidenci  pohledávek (kdo vám kolik dluží)
- Výše paušálu (procentní sazby) je závislá na druhu činnosti, kterou vykonáváte
- Pokud si zvolíte tento způsob prokazování výdajů, zpětně ho již nemůžete změnit
- Tento paušál zahrnuje všechny vaše výdaje včetně  odpisů

Žádné další výdaje kromě paušálu tedy neprokazujete a nemusíte o nich uchovávat záznamy

## Výše paušálu od 1.1.2010
- příjmy ze zemědělské výroby, lesního a vodního hospodářství - 80 %
- příjmy ze živností řemeslných - 80 %
- příjmy ze živnosti kromě živností řemeslných - 60 %
- příjmy z jiného podnikání podle zvláštních předpisů - 40 %
- příjmy z užití nebo poskytnutí práv z průmyslového nebo jiného duševního vlastnictví, autorských práv apod. - 40 %
- příjmy z výkonu nezávislého povolání, které není živností ani podnikáním podle zvláštních předpisů - 40 %
- příjmy znalce, tlumočníka, zprostředkovatele kolektivních sporů, zprostředkovatele kolektivních a hromadných smluv podle autorského zákona, rozhodce za činnost podle zvláštních právních předpisů - 40 %
- příjmy z činnosti insolvenčního správce, které nejsou živností ani podnikáním podle zvláštního právního předpisu - 40 %
- příjmy z pronájmu - 30 %
- příjmy ze zemědělské výroby, která není provozována zemědělským podnikatelem - 80 %

## Použití
- Paušál je vhodný v případě, kdy příjmy výrazně převyšují výdaje.
- V případě, že předem nevíte, jak velké vaše výdaje budou, je rozumnější vést účetnictví (resp. daňovou evidenci) a pro způsob stanovení výdajů se rozhodnout až po konci roku, kdy znáte skutečnou výši výdajů a dokážete určit, která z možností je výhodnější.

## Výhody
- Pokud víte předem, že vaše výdaje budou nízké, nemusíte vést účetnictví (resp. daňovou evidenci)
- Nemusíte skladovat žádné výdajové doklady pro případnou kontrolu (všechny výdaje jsou součástí paušálu)